# Richard von Stern
Le docteur Richard von Stern, né en 1858 et décédé en 1941, était un pilote automobile autrichien.

## Biographie
À la fin du XIXe siècle il devient membre de l'Österreichischer Touring Club (l'ÖTC, créé en 1896), alors essentiellement un rassemblement de clubs de cyclisme, dont il devient rapidement le vice-président. Juste après la fondation de l'Österreichischer Automobil-Club (de) (l'ÖAC, créé en 1898), il devient aussi membre du conseil d'administration de ce dernier. Ces deux formations furent à l'origine en 1946 de l'ÖAMTC (l'Österreichischer Automobil-, Motorrad- und Touring Club) à  Salzbourg, ultérieurement appelé SAMTC.       
Après un accident sur la zone de Salzbourg en 1899 à bord d'une Bollée avec son mécanicien embarqué Lambert Herz, il remporte au début du mois de juin 1900 la course Salzbourg–Linz–Vienne organisée sur deux journées, avec une Daimler 24 HP. L'année suivante il s'impose encore dans la course de côte du Semmering près de Vienne, cette fois avec une Benz 35 HP, un record d'ascension à la clé, alors qu'il avait subi un échec sur place l'année précédente avec la Daimler.